# Кораблики (альбом)
Кораблики — концертный альбом петербургской независимой группы Химера, записанный в марте 1991 года, когда коллектив ещё носил название «Депутат Балтики». Запись также известна под названием Концерт в ДК Пищевиков.

## Об альбоме
Концерт был записан 20 марта 1991 года в ДК Пищевиков. Официально выпущен лейблом «Caravan Records» на кассетах в 1999 году. Часть композиций концерта ранее входила в бутлег «Полупетроградская Акустика», запись которого проходила 26 января этого же года на квартире у виолончелиста Павла Лабутина. Все песни, присутствующие в альбоме Кораблики позже вошли в промозаписи «Сны Кочегара» и «Комиссар Дымовой Жандармерии», выпущенные ограниченным тиражом под собственным лейблом группы Химера «Egazeba Records», а также продолжали исполняться на концертах вплоть до распада коллектива в связи с самоубийством главного идейного вдохновителя Эдуарда Старкова в 1997 году. Композиция «Сиду Вишезу» позже вошла и в репертуар группы «Последние танки в Париже».
Музыкальная составляющая пластинки представляет собой синтез инди-рока, пост-панка и психоделии; тематика текстов песен варьируется в интервале от отрывочных бытовых зарисовок до манифестов и чистого потока сознания. Как отмечал Геннадий Бачинский, раннее творчество коллектива в большей степени было созвучно музыкальным творениям таких готических групп, как The Cure и Bauhaus. Позже увлечение Эдуарда Старкова музыкальным авангардом привело группу к экспериментам в области фри-джаза и индустриальной музыки в стиле нойз, вследствие чего, в определённый период творческого развития, звучание коллектива претерпевало значительные изменения.
Редакция еженедельного издания Музыкальная газета отмечала, что Концерт в ДК Пищевиков «из тех альбомов, что обязателен для домашних фонотек».

## Список композиций
Автор всех песен — Эдуард Старков.
| №  | Название                   | Длительность |
| -- | -------------------------- | ------------ |
| 1. | «Сны кочегара»             | 6:04         |
| 2. | «Ба-бах-гром»              | 1:52         |
| 3. | «Сиду Вишезу»              | 3:11         |
| 4. | «От винта!»                | 4:18         |
| 5. | «Старый финский разведчик» | 4:22         |

| №  | Название             | Длительность |
| -- | -------------------- | ------------ |
| 1. | «Революции не будет» | 4:14         |
| 2. | «Ла-Ла-Бай»          | 3:44         |
| 3. | «Кораблики»          | 3:07         |
| 4. | «Ферапонт»           | 5:39         |

## Участники записи
- Геннадий Бачинский — гитара
- Эдуард Старков — гитара, вокал
- Павел Лабутин — виолончель
- Юрий Лебедев — бас-гитара
- Владислав Викторов — барабаны